# Jeune Juliette
Pour plus de détails, voir Fiche technique et Distribution.
Jeune Juliette est une comédie québécoise réalisée par Anne Émond et sortie en 2019. C'est l'histoire semi-autobiographique de passage à l'âge adulte inspirée par les propres expériences d'adolescence de la réalisatrice. Le film met en vedette Alexane Jamieson dans le rôle de Juliette, une jeune fille en surpoids et impopulaire qui est victime de discrimination à son école mais qui apprend à se battre avec humour.

## Synopsis
Les dernières semaines d’école de Juliette élève de secondaire 2 dans une école québécoise. Juliette est effrontée, malicieuse, un peu grosse et menteuse mais n’est pas vraiment populaire au collège. Victime de grossophobie, elle peut compter sur son amie Léane, son frère et son père qui élève seul sa famille. Elle passe son temps avec sa fidèle amie Léane avec qui elle anime une émission de radio ; faire le baby-sitting d'Arnaud, un futur camarade de classe atteint du syndrome d'Asperger et le meilleur ami de son frère Liam, pour qui elle a le béguin amoureux.

## Fiche technique
- Titre original : Jeune Juliette
- Réalisation : Anne Émond
- Scénario : Anne Émond
- Décors : Sylvain Lemaître
- Costumes : Caroline Bodson
- Photographie : Olivier Gossot
- Montage : Alexandre Leblanc
- Musique : Vincent Roberge
- Producteur : Sylvain Corbeil
  - Producteur délégué : Marie-Claire Lalonde
- Société de production : Metafilms
- Société de distribution : Maison 4:3
- Pays d'origine :  Canada ( Québec)
- Langue originale : français québécois
- Format : couleur
- Genre : Comédie dramatique et teen movie[2]
- Durée : 97 minutes
- Dates de sortie :
  - Canada : 9 août 2019
  - France : 11 décembre 2019

## Distribution
- Alexane Jamieson : Juliette
- Léanne Désilets : Léanne
- Robin Aubert : Bernard
- Gabriel Beaudet : Arnaud
- Antoine DesRochers : Liam
- Christophe Levac : Pierre-Luc
- Stéphane Crête : M. Bernier
- Tatiana Zinga Botao : Malaïka
- Karl Farah : Serge
- Myriam Leblanc : Maude

## Récompenses
- Festival International du Film de Comédie de Liège (2019) : Prix du jury de la Province de Liège pour Jeune Juliette
- Festival International du Film de Comédie de Liège (2019) : Prix d'interprétation pour Alexane Jamieson pour son rôle dans Jeune Juliette